# Liste markanter und alter Baumexemplare in Hamburg
Markante und alte Bäume in Hamburg haben meist ein Alter zwischen 300 und 600 Jahren. Viele Dörfer haben sogenannte tausendjährige Eichen oder Linden, die bei näherer Untersuchung diesen Anspruch meist nicht erfüllen. Die Altersdaten beruhen meist auf Schätzung oder Überlieferung, nur wenige einzelne Bäume sind anhand von Quellen oder Kernbohrung verlässlich altersbestimmt (siehe auch Altersbestimmung von Bäumen). Darüber hinaus existieren einige Bäume, die schon deshalb besonders interessant sind, weil sie das älteste bekannt gewordene Exemplar einer Art oder das größte jemals bekannt gewordene Exemplar darstellen.
Siehe auch Kategorie Einzelbaum in Hamburg.
| Bild                                        | Name                                       | Gattung/Art                                                               | Stamm- umfang          | Höhe (m)    | ungefähres Alter (Jahre)           | Standort                                            | Bezirk        | Besonderheiten                                                                            |
| ------------------------------------------- | ------------------------------------------ | ------------------------------------------------------------------------- | ---------------------- | ----------- | ---------------------------------- | --------------------------------------------------- | ------------- | ----------------------------------------------------------------------------------------- |
| Alte Linde im Hammer Park (2018)            | Alte Linde im Hammer Park                  | Linden (Tilia)/ Sommerlinde Tilia platyphyllos                            | 5,30 m (2016)          | 22 m        | 409 ± 50 gepflanzt 1616 ± 50       | Hammer Park Hamm Lage                               | Hamburg-Mitte | älteste und dickste Linde Hamburgs                                                        |
| weitere Bilder                              | Berg-Ahorn im Hirschpark                   | Ahorne (Acer)/ Berg-Ahorn Acer pseudoplatanus                             | 5,50 m (Taille) (2020) | 22 m        | 200–270                            | Hirschpark, Nienstedten Lage                        | Altona        | Kronendurchmesser: etwa 35–36 m Nationalerbe-Baum (Nr. 6) der DDG                         |
| BW                                          | Bergahorn im Seelemannpark                 | Ahorne (Acer)/ Berg-Ahorn Acer pseudoplatanus                             | 5,90 m (2017)          | 29 m        | 125 ± 20 gepflanzt 1900 ± 20       | Seelemannpark, Eppendorf Lage                       | Hamburg-Nord  |                                                                                           |
| BW                                          | Birken-/Eichenpaar Jenischpark             | Eichen (Quercus)/ Stieleiche Quercus robur                                | 6,74 m (2017)          | 20 m        | 325 ± 20 Eiche gepflanzt 1700 ± 20 | Jenischpark, Othmarschen Lage                       | Altona        | Baumkuriosum: 100-jährige Birke im hohlen Stamm einer 300-jährigen Eiche                  |
| BW                                          | Blutbuche Alsterufer/Klein-Fontenay        | Buchen (Fagus)/ Blutbuche Fagus sylvatica f. purpurea                     | 7,21 m (2018)          | 26 m        | 155 ± 20 gepflanzt 1870 ± 20       | Rotherbaum Lage                                     | Eimsbüttel    |                                                                                           |
| BW                                          | Blutbuche in Wandsbek                      | Buchen (Fagus)/ Blutbuche Fagus sylvatica f. purpurea                     | 6,00 m (2017)          | 23 m        |                                    | Wandsbek Lage                                       | Wandsbek      |                                                                                           |
| weitere Bilder                              | Eibe am Neuländer Deich                    | Eiben (Taxus)/ Europäische Eibe Taxus baccata                             | ca. 3,00 m             |             | 800–1000                           | Neuland Lage                                        | Harburg       | mutmaßlich ältester Baum Hamburgs; einziger als Naturdenkmal eingetragener Baum der Stadt |
| Eiche am Licentiatenberg (2010)             | Eiche am Licentiatenberg                   | Eichen (Quercus)/ Stieleiche Quercus robur                                | 6,50 m (2017)          | 18 m        | 409 ± 50 gepflanzt 1616 ± 50       | Licentiatenberg, Harvestehude Lage                  | Eimsbüttel    | Halbinvalide, Sanierung eingestellt                                                       |
| BW                                          | Eiche im Von-Eicken-Park                   | Eichen (Quercus)/ Stieleiche Quercus robur                                | 6,90 m (2017)          | 21 m        | 365 ± 20 gepflanzt 1660 ± 20       | Lokstedt Lage                                       | Eimsbüttel    |                                                                                           |
| BW                                          | Fontenay-Platane in Rotherbaum             | Platanen (Platanus)/ Ahornblättrige Platane Platanus × hispanica          | 6,55 m (2018)          | 32 m        | 218 ± 10 gepflanzt 1807 ± 10       | Rotherbaum Lage                                     | Eimsbüttel    | wahrscheinlich die älteste und dickste Platane Hamburgs                                   |
| Hohle Eiche im Jenischpark (2017)           | Hohle Eiche im Jenischpark                 | Eichen (Quercus)/ Stieleiche Quercus robur                                | 8,30 m (2020)          | 23 m (2013) | 425 ± 50 gepflanzt 1600 ± 50       | Jenischpark, Othmarschen Lage                       | Altona        | dickste Eiche Hamburgs                                                                    |
| BW                                          | Japanischer Schnurbaum am Alsterufer 27/28 | Styphnolobium/ Japanischer Schnurbaum Styphnolobium japonicum             | 5,50 m (2016)          | 18 m        | 145 ± 10 gepflanzt 1880 ± 10       | Rotherbaum Lage                                     | Eimsbüttel    |                                                                                           |
| BW                                          | Kastanie im Hamburger Stadtpark            | Rosskastanien (Aesculus)/ Gewöhnliche Rosskastanie Aesculus hippocastanum | 5,19 m (2020)          | 21 m        |                                    | Hamburger Stadtpark, Winterhude Lage                | Hamburg-Nord  |                                                                                           |
| Platane in Planten un Blomen (2020)         | Platane in Planten un Blomen               | Platanen (Platanus)/ Ahornblättrige Platane Platanus × hispanica          | 6,15 m (2020)          | 29 m        | 204 gepflanzt 1821                 | Planten un Blomen in den Hamburger Wallanlagen Lage | Hamburg-Mitte | erster Baum des Parks, anlässlich der Gründung des Botanischen Gartens gepflanzt          |
| Rotbuche im Heinepark (2017)                | Rotbuche im Heinepark                      | Buchen (Fagus)/ Rotbuche Fagus sylvatica                                  | 5,89 m (2018)          | 26 m        | 195 ± 10 gepflanzt 1830 ± 10       | Heine-Park, Ottensen Lage                           | Altona        |                                                                                           |
| Einzelbaum im Hintergrund, linke Bildhälfte | Schiefe Eiche im Jenischpark               | Eichen (Quercus)/ Stieleiche Quercus robur                                | 6,70 m (2017)          | 18 m        |                                    | Jenischpark, Othmarschen Lage                       | Altona        |                                                                                           |
| BW                                          | Silberahorn in Ohlsdorf                    | Ahorne (Acer)/ Silberahorn Acer saccharinum                               | 5,52 m (2017)          | 15 m        |                                    | Ohlsdorf Lage                                       | Hamburg-Nord  |                                                                                           |
| BW                                          | Sumpfzypresse in Nienstedten               | Sumpfzypressen (Taxodium)/ Echte Sumpfzypresse Taxodium distichum         | 6,11 m (2017)          | 20 m        |                                    | Nienstedten Lage                                    | Altona        |                                                                                           |
| BW                                          | Tibarg-Eiche in Niendorf                   | Eichen (Quercus)/ Stieleiche Quercus robur                                | 8,07 m (2018)          | 25 m        | 425 ± 50 gepflanzt 1600 ± 50       | Niendorf Lage                                       | Eimsbüttel    |                                                                                           |
| Trauerbuche in Blohms Park (2016)           | Trauerbuche in Blohms Park                 | Buchen (Fagus)/ Trauerbuche Fagus sylvatica f. pendula                    | 4,05 m (2017)          | 18 m        | 158 ± 20 gepflanzt 1867 ± 20       | Blohms Park, Horn Lage                              | Hamburg-Mitte |                                                                                           |
| BW                                          | Tulpenbaum im Kellinghusenpark             | Tulpenbäume (Liriodendron)/ Tulpenbaum Liriodendron tulipifera            | 5,68 m (2019)          | 27 m (2018) | 257 ± 50 gepflanzt 1768 ± 50       | Kellinghusenpark, Eppendorf Lage                    | Hamburg-Nord  |                                                                                           |